# José Subirá

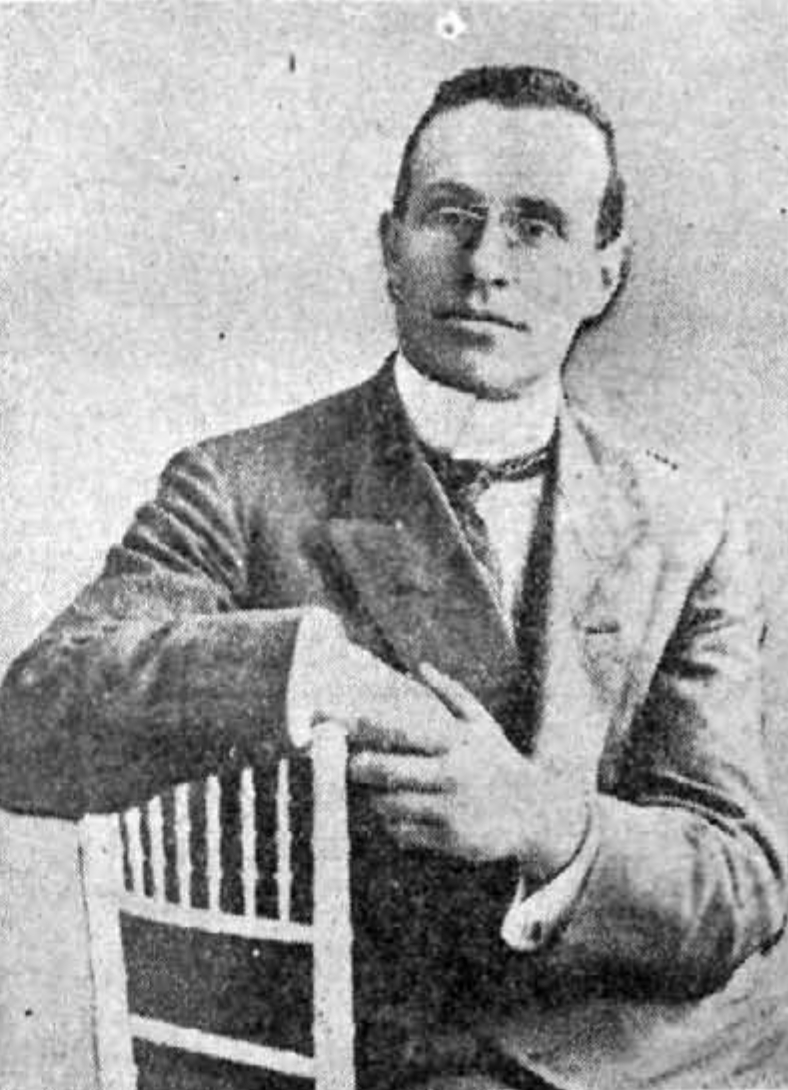
Retrato de José Subirá (c. 1912)

José Subirá Puig (Barcelona, 20 de agosto de 1882-Madrid, 7 de enero de 1980) fue un musicólogo y compositor español. Usó los pseudónimos «Jesús A. Ribó», «Rosa I. Jubés», «Mauricio Puig», «Ixión» y «El bachiller Orfeo».

## Biografía
Doctor en derecho por la Universidad de Madrid, en el conservatorio de esta capital terminó las carreras de piano y de composición; fue premiado en la asignatura de piano (1900) y se diplomó en composición con Emilio Serrano en 1904, año en que además estuvo pensionado en Roma.
Desde 1896 residió en Madrid, aunque durante algún periodo de tiempo vivió en Amberes, donde estudió historia de la música y estética. Viajó por todo el mundo dando conferencias sobre temas musicales. Antes de la guerra civil española trabajó como administrativo en la Junta para Ampliación de Estudios e Investigaciones Científicas y en el Ministerio de trabajo. En 1921 optó a la Cátedra de Historia de la Música en el Conservatorio, y fue derrotado, como él mismo dijo, "por unanimidad". Desde entonces se dedicó a acumular un amplio archivo de investigaciones musicológicas con fichas minuciosas tomadas de archivos parroquiales, en los fondos de las bibliotecas Nacional y Municipal y en los legajos de la casa de Alba, y su fama internacional acrece por medio de sus numerosas publicaciones. Su estudio sobre la tonadilla escénica levanta una gran polvareda e influye poderosamente en la obra de músicos como Manuel de Falla, Ernesto Halffter y Joaquín Rodrigo.
Aporta los catálogos musicales de la Biblioteca Nacional, de la Municipal, una historia de los teatros del Real Palacio y Real, un estudio sobre Tomás de Iriarte y el melólogo, varias historias de la música española, el conjunto de Temas musicales madrileños o los miles de escritos aparecidos en diarios y revistas con la firma de Subirá o de los distintos seudónimos que usó: Jesús A. Ribó, Rosa I. Jubés, Mauricio Puig, Ixión y El bachiller Orfeo, sin olvidar la labor composicional (obras originales, transcripciones, arreglos, armonizaciones, instrumentaciones) o la de promoción y educación musical. Antes de la guerra civil escribió artículos en El Socialista, lo que luego le valdría la posterior represión.
Tras la guerra civil española fue sancionado en 1941 con la separación definitiva de su puesto como auxiliar del Ministerio de trabajo como consecuencia de la depuración política debida a la Ley de Responsabilidades Políticas dictada en 1939 por el régimen de Francisco Franco. Su rehabilitación tuvo lugar como muy tarde en 1944 cuando es nombrado jefe de la sección madrileña del Instituto Español de Musicología fundado en diciembre de 1943 con Higinio Anglés como director; más tarde ejercerá de secretario de este instituto. En 1952 ingresó en la Real Academia de Bellas Artes de San Fernando en Madrid, de cuya biblioteca fue director. En 1945 la Real Academia Española premió su Léxico de música y danza. El alcalde de Madrid, Enrique Tierno Galván, le impuso la medalla de honor de la ciudad. Murió a los 98 años, en 1980.

## Obras
Ha colaborado en las principales revistas españolas, entre ellas Revista de la Biblioteca, Archivo y Museo del Ayuntamiento de Madrid; Gaceta de Bellas Artes, Revista Musical Catalana, Las Ciencias y Arbor, y en las más destacadas de Europa: Revue de Musicologie, La Revue Musicale y L'Opéra-Comique, de Francia; Die Musik y Musik in Leben, de Alemania; Acta Musicológica, Boletín de la Sociedad Internacional de Musicología y en varios diccionarios musicales, entre ellos el Musik-Lexicon de Riemann en su undécima edición y el Diccionario Enciclopédico Salvat y en la Enciclopedia Universitas. 
Escribió El compositor Iriarte (1750-1791) y el cultivo español del melólogo (melodrama), Barcelona: CSIC, 1949, 2 vols. y obras como El teatro del Real Palacio (1849-1851) (con un bosquejo preliminar sobre la música Palatina desde Felipe V hasta Isabel II), Madrid, C. Bermejo, 1950; Tonadillas Teatrales Inéditas, Madrid: Tipografía de Archivos, 1932 y un importante Catálogo de la Sección de Música de la Biblioteca Municipal de Madrid así como Historia de la música española e hispanoamericana, Barcelona: Salvat, 1953. Descubrió la ópera de Pedro Calderón de la Barca y Juan Hidalgo Celos, aun del aire, matan, cuyo manuscrito incompleto guardaba la casa de Alba. Revisado por Subirá, se publicó en 1933 en su prólogo y acto primero. El resto, hallado en la Universidad de Évora (Portugal), fue ultimado en 1965.
También cultivó ocasionalmente la literatura de creación con obras como Su virginal pureza, novela, Carillones en la niebla (1925), Mi valle pirenaico (1927) y otros títulos. 
Obtuvo palma académica en Francia en 1924 y fue Oficial de la Orden de la Corona en Bélgica en 1925, Caballero de la Legión de Honor francesa en 1928 y caballero de la Orden del León Blanco de Checoslovaquia en 1931. Fue socio de honor, de mérito o protector de diversas entidades e individuo numerario de la Academia Hispanoitaliana. El archivo de José Subirá se conserva en la Biblioteca de Cataluña.
La bibliografía de Subirá supera con creces los doscientos títulos. Una selección de sus obras más representativas es esta:

### De historia de la música
- Las transformaciones orgánicas de la música. Madrid, 1918.
- El paisaje, las canciones y las danzas en Cataluña. Madrid, 1921.
- Los grandes músicos: Bach, Beethoven, Wagner, Madrid, 1924.
- Músicos románticos: Schubert, Schumann, Mendelsohn, Madrid, 1925.
- Colección de monografías musicales: I. Pergolesi. II. Schönberg. III Músorgski. IV Mozart. V. Rimsky Korsakoff. VI Gluck.
- Enrique Granados. Madrid, 1926.
- Schumann. Vida y obras. Barcelona, 1921.
- El músico-poeta Clavé (1924)
- La tonadilla escénica, 1930, tres vols.
- Ricardo Strauss (1925)
- Tonadillas satíricas y picarescas, 1927.
- La Música en la Casa de Alba, 1927.
- El compositor Iriarte (1750-1791) y el cultivo español del melólogo (melodrama), Barcelona: CSIC, 1949, 2 vols.
- El teatro del Real Palacio (1849-1851) (Con un bosquejo preliminar sobre la música Palatina desde Felipe V hasta Isabel II), Madrid, C. Bermejo, 1950
- Tonadillas Teatrales Inéditas, Madrid: Tipografía de Archivos, 1932
- Historia de la música teatral en España, Barcelona, 1932.
- La ópera en los teatros de Barcelona, 1945, dos tomos.
- Historia universal de la música, Madrid, 1945.
- Historia de la música, Barcelona: Salvat, 2 vols.
- Historia y anecdotario del Teatro Real de Madrid, Madrid, 1949.
- En colaboración con el padre Higinio Anglés, Catálogo de la Sección de Música de la Biblioteca Municipal de Madrid

### Obra literaria

#### Ensayos
- Universidades populares, 1907.
- Los Voluntarios españoles en la guerra europea: por qué luchan, Madrid: [s.n.], 1918.
- La Bélgica que yo vi, Valencia, Editorial Cervantes, 1919.
- La crisis de la vivienda: sus causas, males y remedios [Madrid, s. n., 1924]
- La Junta para ampliación de estudios: una gran obra de cultura patria, Madrid: Alrededor del mundo, 1924.
- La elegancia en sociedad. Preceptos del saber vivir, Madrid, 1924.
- "Señorío" y "Servidumbre" en la literatura, Madrid: Instituto "Miguel de Cervantes" de Filología Hispánica, 1954.
- Mis evocaciones infantiles y juveniles, Madrid: [s. n.], 1975.
- Mis evocaciones artísticas de Bélgica, Madrid: [s.n.], 1973.

#### Narrativa
- Ante la vida y ante la muerte: novela histórica [Madrid]: Patronato de Voluntarios Españoles (en la I Guerra Mundial): Pueyo, 1920.
- Epistolarios y narraciones: selección refundida [Madrid]: Patronato de Voluntarios Españoles / Pueyo, 1922.
- Memorias y diarios: recopilación glosada por José Subirá, [Madrid]: Patronato de Voluntarios Españoles / Pueyo, 1920.
- Así dijo Montiel...: historia novelesca, Madrid: Patronato de Voluntarios Españoles / Pueyo, 1920.
- Carillones entre nieblas. La Bélgica que yo vi, Barcelona: Editorial Cervantes, 1925.
- Su virginal pureza, novela. Madrid: Viuda de Pueyo, s. a. (1916?)
- Mi valle pirenaico, cuadros novelescos, Madrid, 1928.

### Obra musical
- Himno a Santa Cecilia (1900).
- La prueba del espejo, zarzuela (1901).
- Suite para violín y piano (1903).
- Cuarteto (1904).
- Rayo de luna cantata (1905).
- Duo de rayo de Luna: leyenda lirica en un acto [S.l. : s.n., 18--?]
- Moro-moro: canto de guerra malayo [S.l. : s.n., 18--?]
- Junto a las mieses doradas: danza campestre [núm. 1] para piano Madrid / Barcelona: Ildenfonso Alier, [entre 1919 y 1925]
- Impresiones por provincianas [S.l. : s.n., 18--?]
- Transcripción y armonización de Celos del aire matan, ópera de Juan Hidalgo sobre texto de Pedro Calderón de la Barca, publicada por el Instituto de Estudios Catalanes